# Europski zimski bacački kup 2003.
Europski zimski bacački kup 2003. bilo je treće izdanje europskog atletskog natjecanja u bacačkim disciplinama održano u talijanskom gradu Gioia Tauro 1. i 2. ožujka 2003. godine. Natjecanje je organizirao Europski atletski savez u suradnji s Talijanskim atletskim savezom i gradom domaćinom. Na natjecanju je sudjelovalo 137 natjecatelja iz 24 europske država, koji su se natjecali u 8 atletskih bacačkih disciplina (4 muške, 4 ženske).

## Rezultati

### Muškarci
| Disciplina      | Zlato             | Rezultat | Srebro                   | Rezultat | Bronca          | Rezultat |
| --------------- | ----------------- | -------- | ------------------------ | -------- | --------------- | -------- |
| Bacanje kugle   | Rutger Smith      | 20,52 m  | Ivan Yuškov              | 19,54 m  | Peter Sack      | 19,53 m  |
| Bacanje diska   | Gerd Kanter       | 64,17 m  | Mario Pestano            | 63,71 m  | Ionel Oprea     | 62,29 m  |
| Bacanje koplja  | Christian Nicolay | 83,80 m  | Aleksandr Ivanov         | 79,24 m  | Dominique Pausé | 78,60 m  |
| Bacanje kladiva | Nicola Vizzoni    | 75,35 m  | Alexandros Papadimitriou | 74,74 m  | Ilija Konovalov | 74,73 m  |

### Žene
| Disciplina      | Zlato             | Rezultat | Srebro          | Rezultat | Bronca              | Rezultat |
| --------------- | ----------------- | -------- | --------------- | -------- | ------------------- | -------- |
| Bacanje kugle   | Irina Hudoroškina | 18,47 m  | Anna Romanova   | 18,09 m  | Cristiana Checchi   | 17,91 m  |
| Bacanje diska   | Teresa Machado    | 63,65 m  | Viktorija Bojko | 60,63 m  | Styliani Tsikouna   | 59,73 m  |
| Bacanje koplja  | Steffi Nerius     | 62,50 m  | Oksana Gromova  | 61,12 m  | Jekaterina Ivankina | 60,42 m  |
| Bacanje kladiva | Manuela Montebrun | 72,18 m  | Mihaela Melinte | 69,24 m  | Olga Kuzenkova      | 66,25 m  |

## Tablica odličja
Država domaćin natjecanja (Italija).
| Plasman | Država                 | Zlato | Srebro | Bronca | Ukupno | Muški bodovi | Ženski bodovi |
| ------- | ---------------------- | ----- | ------ | ------ | ------ | ------------ | ------------- |
| 1.      | Njemačka               | 2     | 0      | 1      | 3      | 8.482        | 7.885         |
| 2.      | Rusija                 | 1     | 4      | 3      | 8      | 8.296        | 8.238         |
| 3.      | Francuska              | 1     | 0      | 1      | 2      | 6.177        | 3.149         |
| 3.      | Italija                | 1     | 0      | 1      | 2      | 8.161        | 7.882         |
| 5.      | Estonija               | 1     | 0      | 0      | 1      | -            | -             |
| 5.      | Nizozemska             | 1     | 0      | 0      | 1      | -            | -             |
| 5.      | Portugal               | 1     | 0      | 0      | 1      | 2.842        | 3.933         |
| 8.      | Grčka                  | 0     | 1      | 1      | 2      | 3.053        | -             |
| 8.      | Rumunjska              | 0     | 1      | 1      | 2      | 3.213        | -             |
| 10.     | Španjolska             | 0     | 1      | 0      | 1      | 4.104        | 2.856         |
| 10.     | Ukrajina               | 0     | 1      | 0      | 1      | 3.941        | 7.705         |
| 12.     | Ujedinjeno Kraljevstvo | 0     | 0      | 0      | 0      | -            | 4.599         |
| 12.     | Poljska                | 0     | 0      | 0      | 0      | 3193         | -             |
| 12.     | Švedska                | 0     | 0      | 0      | 0      | -            | 3.318         |
| 12.     | Turska                 | 0     | 0      | 0      | 0      | 3.853        | -             |

## Države sudionice
| - Austrija - Belgija - Češka - Estonija - Hrvatska - Finska - Francuska - Njemačka - Ujedinjeno Kraljevstvo | - Grčka - Irska - Italija - Island - Nizozemska - Poljska - Portugal - Rumunjska | - Rusija - Španjolska - Švicarska - Švedska - Ukrajina - Turska |

### Rezultati
- (fr.) (šp.) Rezultat Europskog zimskog bacačkog kupa 2003. - Gioia Tauro, Italija  Arhivirana inačica izvorne stranice od 24. rujna 2015. (Wayback Machine), PDF format, rfea.es, pristupljeno 14. travnja 2016.
- (engl.) 3. Europski zimski bacački kup, Gioia Tauro (ITA) 1. i 2. ožujka 2003., tilastopaja.org, pristupljeno 14. travnja 2016.